# Saint-Gervais-sur-Mare
Saint-Gervais-sur-Mare è un comune francese di 862 abitanti situato nel dipartimento dell'Hérault nella regione dell'Occitania.
Da Saint-Gervais proveniva l'illustre famiglia dei Roergas de Serviez, che diede alla storia Jacques, uno dei primi scrittori ad abbozzare una storia delle donne celebri, e alcuni politici importanti, come Emmanuel, attivo ai tempi della rivoluzione.

## Società

### Evoluzione demografica
Abitanti censiti